# Krenglbach
Krenglbach è un comune austriaco di 3 074 abitanti nel distretto di Wels-Land, in Alta Austria.